# Bogojavljenje
Bogojavljenje, Sveta tri kralja ili Vodokršće (grč. επιφάνεια „pojavak“, „objava“) je kršćanski blagdan kojim se slavi objava Boga čovječanstvu u ljudskom liku, u osobi Isusovoj, a obilježava se 6. siječnja.

## Počeci blagdana
Slavlje ovog blagdana ima svoje početke u istočnim kršćanskim crkvama, a uključivalo Isusovo rođenje (koje će se kasnije početi slaviti kao Božić), pohod trojice mudraca (grč. μάγοι „magi“; vidi Sveta tri kralja) koji su došli u Betlehem pokloniti se novorođenom kralju, te sve događaje Isusova djetinjstva do njegova krštenja na Jordanu. Blagdan se od početka slavi 6. siječnja. Drevne liturgije u ovom blagdanu prepoznaju Illuminatio (prosvjetljenje), Manifestatio (Objava) i Declaratio (Proglašenje). Ubrzo se, kao osobiti čin Isusove božanske objave, počelo slaviti i njegov prvi čudesni znak na svadbi u Kani Galilejskoj (usp. Evanđelje po Ivanu 2,1-11). Kršćanske su crkve uz ovaj blagdan govorile i o „objavi poganima“ (gdje pogani označuju ne-Židove), jer su trojica Mudraca prepoznati kao pripadnici poganskih naroda.

## Bogojavljenje u različitim crkvama
Bogojavljenje se slavi kako na Istoku tako i na Zapadu, no pojedinosti ovoga slavlja u pokojoj se stvari razlikuju.

### U Rimokatoličkoj Crkvi
Na Zapadu, u Rimokatoličkoj Crkvi, Božić se počeo slaviti prije Bogojavljenja, a datum Božića bio je 25. prosinca. Kad je s Istoka krajem 4. stoljeća uvedeno slavlje Bogojavljenja 6. siječnja, Božić je ostao blagdan Isusova rođenja, a Bogojavljenje je naglašavalo spomen pohoda triju Mudraca i Isusovo krštenje. Usto, razdoblje između ova dva blagdana počelo se profilirati kao božićno vrijeme u liturgijskoj godini, koje će kasnije biti produženo sve do 2. veljače.
U srednjem vijeku uz ovaj je blagdan osobiti naglasak stavljen na poklonstvo trojice kraljeva. Trojica Mudraca iz Evanđelja po Mateju (2,1-12), vrlo su rano počeli biti štovani kao »kraljevi«, na što je utjecao tekst proroka Izaije, gdje se kaže: „K tvojoj svjetlosti koračaju narodi, i kraljevi k istoku tvoga sjaja“ (60,3). Usto, u franačkoj državi, u Kölnu, uspostavljeno je svetište u kojem su se čuvale relikvije Svetih triju kraljeva. Ovo je svetište postalo središtem hodočašća naroda iz mnogih dijelova središnje, zapadne i sjeverne Europe (postoje podaci i o hrvatskim hodočasnicima. Posljedica takvog velikog pokreta hodočasnika bilo je gotovo potpuno poistovjećivanje blagdana Bogojavljenja s isključivim spomenom ovih kraljeva, kojima je tradicija nadjenula imena Melkior, Gašparom i Baltazar. 
Nakon Drugog vatikanskog sabora božićno vrijeme završava prvom nedjeljom nakon Bogojavljenja, a na tu se nedjelju slavi Krštenje Gospodinovo. Samo Bogojavljenje ostaje i dalje svetkovina Božje objave u kojoj se spominje pohod trojice Mudraca, Isusovo krštenje i Isusovo čudo na svadbi u Kani Galilejskoj, gdje se Isus, na početku svoga javnog djelovanja, objavljuje kao onaj koji ima moć pretvoriti vodu u vino, čime posredno naviješta i ustanovljenje euharistije.

### Ostale crkve na Zapadu
Bogojavljenje se u istom značenju kao i u Rimokatoličkoj Crkvi slavi i u Anglikanskoj zajednici, te u luteranskoj Evangeličkoj Crkvi.

### Istočne crkve
Prvi spomen Bogojavljenja na Istoku susreće se u tekstu Klementa Aleksandrijskog na prelasku iz 2. u 3. st. On kaže: „Ima nekih koji su odredili ne samo godinu Gospodinova rođenja, nego i točan dan... A Bazilidovi sljedbenici drže dan njegova krštenja kao blagdan, te kažu da je to bilo petnaeste godine cara Tiberija, petnaestoga dana mjeseca Tubi, dok drugi misle da je to bilo jedanaestog dana istog mjeseca“ (Stromateis, I, xxi, 45). 11. i 15. Tubi, prema julijanskom kalendaru bili bi 6. i 10. siječnja.
Prvo spominjanje Bogojavljenja kao službenog crkvenog blagdana susreće se sredinom 4. stoljeća. Krajem 4. stoljeća (oko 380. u carigradskoj Crkvi) na Istoku se sa Zapada uvodi blagdan Božića, pa Bogojavljenje gubi značenje blagdana u kojem se slave svi događaji vezani uz Isusovo rođenje i skroviti život do krštenja.
Danas se u pravoslavnim crkvama prilikom ovog blagdana naglasak stavlja na Isusovo krštenje, u kojem je Isus objavljen kao druga osoba Presvetog Trojstva, pri čemu je prisutna i prva osoba, Bog Otac čiji se glas čuje iz oblaka, i druga osoba, Duh Sveti koji silazi nad Isusa u obliku goluba. U grčkom se ovaj blagdan stoga često naziva i teofanija (grč. Θεοφάνεια), iz čega je izveden i naziv u slavenskim jezicima, pa i hrvatski naziv »Bogojavljenje.«
U pravoslavnim crkvama na ovaj se blagdan održava i obred blagoslova voda i to uz najbližu vodenu površinu (jezero, more, rijeku ili bazen). Pritom se u vodu baca križ kojega potom ljudi nastoje izroniti. Tko uspije naći križ, dobiva poseban blagoslov.
U istočnim pravoslavnim crkvama, posebice u Koptskoj pravoslavnoj Crkvi i Armenskoj apostolskoj Crkvi, nikad nije ni došlo do uvođenja blagdana Božića, pa se Bogojavljenje do danas slavi u svom izvornom značenju.

## Običaji u hrvatskom narodu
Pod utjecajem istočnog kršćanstva, među hrvatskim rimokatolicima razvio se običaj blagoslivljanja vode na blagdan Bogojavljenja, premda je u zapadnoj liturgiji takav obred prvotno vezan uz Uskrs. Ovom blagoslovljenom vodom vrši se blagoslov kuća i obitelji.
Prilikom blagoslova kuća, nadvratnici se označuju slovima „G“, „M“ i „B“ koja označavaju inicijale trojice kraljeva, Gašpara, Melkiora i Baltazara. Izvorno su se ovi inicijali zapisivali na latinskom, pa je umjesto početnoga „G“ stajalo „C“ (Casparus). Tako su inicijali, osim imena kraljeva, označavali i akronim blagoslovne formule: Christus mansionem benedicat, što na hrvatskom znači: „Neka Krist prebivalište blagoslivlja.“ Između inicijala stavljaju se križići, kao znak blagoslova, a oko inicijala upisuju se brojke koje označavaju tekuću godinu. Ranije su se ovi znakovi upisivali kredom, dok se u novije vrijeme češće koriste posebne naljepnice. Konačan izgled natpisa ima oblik 20 G+M+B XX (gdje XX označava zadnje dvije brojke tekuće godine).
Sličan običaj postoji i u ostalim krajevima Srednje Europe.

### Članci
- Dragić, Marko. 2007. Sveta tri kralja u hrvatskoj tradiciji. Crkva u svijetu. Sveučilište u Splitu - Katolički bogoslovni fakultet. Split. 42 (1): 96–117

- Marijan Mandac, Augustin o Božiću i Bogojavljenju  Arhivirana inačica izvorne stranice od 31. prosinca 2021. (Wayback Machine), Služba Božja, 4/1989.
- Zvonko Pažin, Svetkovina Bogojavljenja : liturgijska i teološka analiza  Arhivirana inačica izvorne stranice od 31. prosinca 2021. (Wayback Machine), Diacovensia 1/2015.

## Vanjske poveznice
Ostali projekti
|  | Zajednički poslužitelj ima još gradiva o temi Bogojavljenje |

Mrežna mjesta
- Snježana Majdandžić-Gladić, Bogojavljenje, Gospodnja epifanija, Vodokršće ili Tri kralja, www.vjeraidjela.com